# Dendrobium axillare
Dendrobium axillare är en orkidéart som beskrevs av Rudolf Schlechter. Dendrobium axillare ingår i släktet Dendrobium, och familjen orkidéer. Inga underarter finns listade i Catalogue of Life.